# Alejandro Gutiérrez
Alejandro Gutiérrez (n. Santiago 1970, Chile) es un arquitecto chileno radicado en Londres. Estudió en la Pontificia Universidad Católica de Chile y luego obtuvo un máster en Ciencias en la London School of Economics.
Trabaja como arquitecto de la consultora de ingeniería ARUP. Allí ha desarrollado proyectos de expansión de ciudades en China y ecociudades. En ese sentido, encabeza el equipo internacional que está diseñando la ecociudad de Dongtan, cerca de Shanghái. 
Fue Secretario Ejecutivo del Plan Creo Antofagasta, una plataforma público, privada y ciudadana que está desarrollando un Plan Maestro 2014 - 2035 para la ciudad de Antofagasta al norte de Chile.
- Datos: Q5665085